# Rząd Leo von Capriviego
Rząd Leo von Caprivi – rząd niemiecki istniejący od 20 marca 1890 do 26 października 1894.
| Funkcja                                                         | Imię i nazwisko | Partia      |
| --------------------------------------------------------------- | --- | ----------- |
| Bundeskanzler – Kanclerz Federalny                              | Leo von Caprivi | bezpartyjny |
| Stellvertreter des Bundeskanzlers – Wicekanclerz Federalny      | Karl Heinrich von Boetticher | bezpartyjny |
| Minister spraw zagranicznych                                    | Adolf Marschall von Bieberstein | bezpartyjny |
| Minister spraw wewnętrznych                                     | Karl Heinrich von Boetticher | bezpartyjny |
| Minister sprawiedliwości                                        | Otto von Oehlschläger (do 2 lutego 1891) Robert Bosse (do 24 marca 1892) Eduard Hanauer (do 10 lipca 1893) Rudolf Arnold Nieberding | bezpartyjny |
| Minister marynarki wojennej                                     | Karl Eduard Heusner (do 22 kwietnia 1890) Friedrich von Hollmann                                                                    | bezpartyjny |
| Minister gospodarki i technologii                               | wakat |             |
| Minister rolnictwa, polityki żywnościowej i ochrony konsumentów | wakat | –           |
| Minister pracy i polityki społecznej                            | wakat |             |
| Minister transportu i budownictwa                               | wakat |             |
| Minister poczty                                                 | Heinrich von Stephan | bezpartyjny |
| Minister skarbu                                                 | Helmuth von Maltzahn | bezpartyjny |
| Minister kolonii                                                | wakat | bezpartyjny |